# The Butterfly Ball and the Grasshopper's Feast
„The Butterfly Ball and the Grasshopper's Feast“ е концептуален албум и рок опера изпълнявана през 1974 и 1975. Базирана е на едноименната детска книжка (обложката на албума е взета от тази на книжката, направена от Алан Алдридж).
Пъровначално проектът е бил на Джон Лорд, а продукцията на Роджър Глоувър, но поради заетостта на Лорд в Дийп Пърпъл, Глоувър поема цялата работа. Използвайки връзките си, той успява да привлече доста известни музиканти за проекта, като всяка песен се изпълнява от различен вокал. Сингълът „Love is All“, изпълнявана от Рони Джеймс Дио влиза в британските класации, а през 2006 г., е използван от холандската християн-демократическа партия в предизборната ѝ кампания.
На 16 октомври 1975 г., рок операта е изпълнена в Роял Албърт Хол. Както в албума и тук участват големи музиканти, най-известен от които е Иън Гилън, който е помолен да вземе участие в последния момент. Той идва на мястото на Дио, който има ангажимент с Ричи Блекмор за албума „Ritchie Blackmore's Rainbow“ (Дио изпълнява своята песен през 1999 г., отново в Роял Албърт Хол, като гост на Дийп Пърпъл). Гилън не е изпълнявал песента си след напускането на Дийп Пърпъл през 1973 г. Друго известно участие в операта е това на Винсент Прайс – като разказвач.

## Музиканти
- Тони Аштън – вокал
- Лес Бинкс – барабани
- Хелън Чапъл – вокал
- Дейвид Ковърдейл – вокал
- Рони Джеймс Дио – вокал
- Рей Фенуик – китара
- Мо Фостър – бас
- Кей Гарнър – беквокал
- Майкъл Гилс – барабани
- Роджър Глоувър – бас
- Джон Гудисън – вокал
- Джон Густавсон – вокал
- Еди Хардин – клавишни, беквокал
- Джими Хелмс – вокал
- Глен Хюз – вокал
- Еди Джобсън – цигулка
- Джуди Кул – вокал
- Нийл Ланкастър – вокал
- Джон Уолтън – вокал
- Майк Моран – пиано
- Ан Адел – пиано
- Мики Лий Сол – вокал
- Бари Джон – вокал
- Лиза Страйк – вокал
- Джоан Уилямс – беквокал
- Оркестър Mountain Fjord, воден от Дейвид Удкок и дирижиран от Мартин Форд, Джон Бел и Дел Нюман